# 경기도교육정보기록원
경기도교육정보기록원(京畿道敎育情報記綠院)은 지방교육자치에 관한 법률 제32조 및 공공기록물 관리에 관한 법률제13조에 따라 효율적인 기록물 활용·보존 및 체계적인 교육정보 지원 체제를 구축하여 질 높은 서비스를 제공하고자 경기도교육청 산하에 설치된 소속기관이다.

## 조직

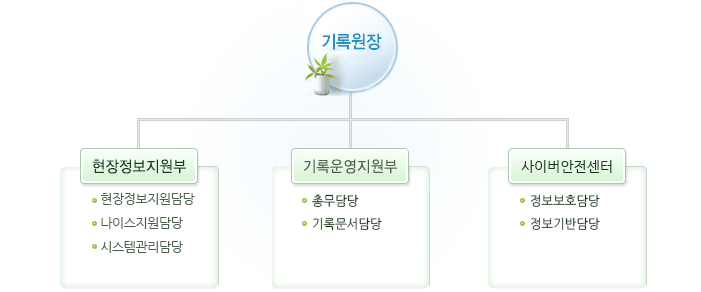

## 연혁
| 2008년 | 12월 | "경기도교육정보기록원" 설치조례 의결                                       |
| 2009년 | 1월  | 경기도교육청 행정기구 설치조례 개정(경기도 조례 제3853호)                  |
| 2009년 | 4월  | 경기도교육정보기록원 개원                                                  |
| 2009년 | 4월  | 제1대 신영근 원장 취임                                                     |
| 2009년 | 4월  | 교육행정정보시스템 이전개통                                                |
| 2009년 | 4월  | - 나이스, 에듀파인, 전자문서, 자료관, 정보보안, 경기도교육청 각과 홈페이지 |
| 2009년 | 4월  | 경기도교육청 기록관운영규정 개정(경기도교육훈령 제217호)                   |
| 2009년 | 4월  | - '경기도교육청 기록관'을 '경기도교육정보기록원 기록관리부'에 둔다.        |
| 2009년 | 11월 | 2009년 나이스 운영 우수기관 교육과학기술부 장관상 수상                     |
| 2009년 | 12월 | 공무원 정보화능력 경진대회 교육과학기술부 장관상 수상                      |
| 2009년 | 12월 | 행정서비스 헌장 이행기준 달성도 우수기관 교육감상 수상                     |
| 2010년 | 3월  | 경기교육역사기록물 전시실 개관(면적 108.4m2)                               |
| 2010년 | 6월  | 사이버학교역사기록관 홈페이지 개통                                         |
| 2010년 | 9월  | 제2대 이주영 원장 취임                                                     |
| 2010년 | 11월 | 공무원 정보지식인대회 교육과학기술부 장관상 수상                           |
| 2011년 | 1월  | 업무관리시스템 개통                                                        |
| 2011년 | 3월  | 차세대나이스시스템 개통                                                    |
| 2011년 | 12월 | 공무원 정보지식인대회 기관부문 행정안전부장관상 수상                       |
| 2012년 | 2월  | 2011년 나이스 운영 우수기관 교육과학기술부 장관상 수상                     |
| 2012년 | 12월 | 차세대나이스시스템 증설 및 에듀팟(창의적체험학습)시스템 구축               |
| 2012년 | 12월 | 에듀파인시스템 보안 고도화 구축                                            |
| 2012년 | 12월 | 공무원 정보지식인대회 기관부문 국무총리상 수상                             |
| 2013년 | 1월  | 제3대 나학주 원장 취임                                                     |
| 2014년 | 3월  | 기록관리시스템 개통                                                        |
| 2014년 | 3월  | 직제개편(사이버안전센터 신설)                                              |
| 2014년 | 12월 | 공무원 정보지식인대회 기관부문 행정자치부장관상 수상                       |
| 2015년 | 7월  | 제4대 이용구 원장 취임                                                     |
| 2015년 | 9월  | 조직개편 (3부 1센터 8담당 →2부 1센터 7담당)                                |
| 2016년 | 5월  | 경기정보연수실 구축 및 운영                                                |
| 2017년 | 1월  | 제5대 한근석 원장 취임                                                     |
| 2017년 | 12월 | 사이버 보안관제 고도화(위협관리시스템 구축)                                |
| 2017년 | 12월 | 나이스운영(기관) 교육부장관상 수상                                         |
| 2017년 | 12월 | 청렴실천 성공사례 경기도교육감(기관우수) 수상                              |
| 2018년 | 8월  | 제6대 이정만 원장 취임                                                     |
| 2019년 | 9월  | K-에듀파인시스템 1단계 개통(예산분야)                                      |
| 2023년 | 6월  | 지능형나이스시스템 구축                                                    |